# Be Yourself (Audioslave)
Be Yourself è un singolo del gruppo musicale statunitense Audioslave, pubblicato nel 2005 ed estratto dall'album Out of Exile.

## Tracce
1. Be Yourself – 4:38
2. Like a Stone (live version)
3. Show Me How to Live (remix by T-Ray) – 4:48
4. Be Yourself (video) – 4:48

- Vinile

1. A. Be Yourself – 4:38
2. B. Super Stupid (Funkadelic cover) – 3:24

## Video
Il videoclip della canzone è stato diretto da Francis Lawrence.